# Alphen-sur-le-Rhin
Pour les articles homonymes, voir Alphen et Rhin (homonymie).
Alphen-sur-le-Rhin ou Alphen-sur-Rhin (en néerlandais : Alphen aan den Rijn) est une commune et une ville néerlandaise dans la province de Hollande-Méridionale, située entre les villes de Leyde et Utrecht.
En novembre 2013, la commune comptait 73 041 habitants et couvrait une superficie de 57,65 km2 dont 2,64 km2 d'eau. Elle comprend également les villages d'Aarlanderveen et Zwammerdam.
Le 1er janvier 2014, les administrations communales d'Alphen-sur-le-Rhin, Boskoop et Rijnwoude fusionnent avec le consentement de la province de Hollande-Méridionale. Cette nouvelle commune totalise plus de 106 000 habitants et garde le nom existant d'Alphen-sur-le-Rhin.

## Toponymie
Le nom « Alphen » serait probablement dérivé du nom du castellum romain Albaniana signifiant « peuplement sur l'eau blanche » qui se situait dans le centre actuel de la ville. Les restes du castellum reposent encore sous le centre de la ville aujourd'hui. 
Et encore plus problement un derivé de alphan alphon qui est un nom d'origine juive, on peut trouver de nombreuses trace de familles ayant le nom alphen tout le long du Rhin jusqu'en France[réf. nécessaire].

## Géographie

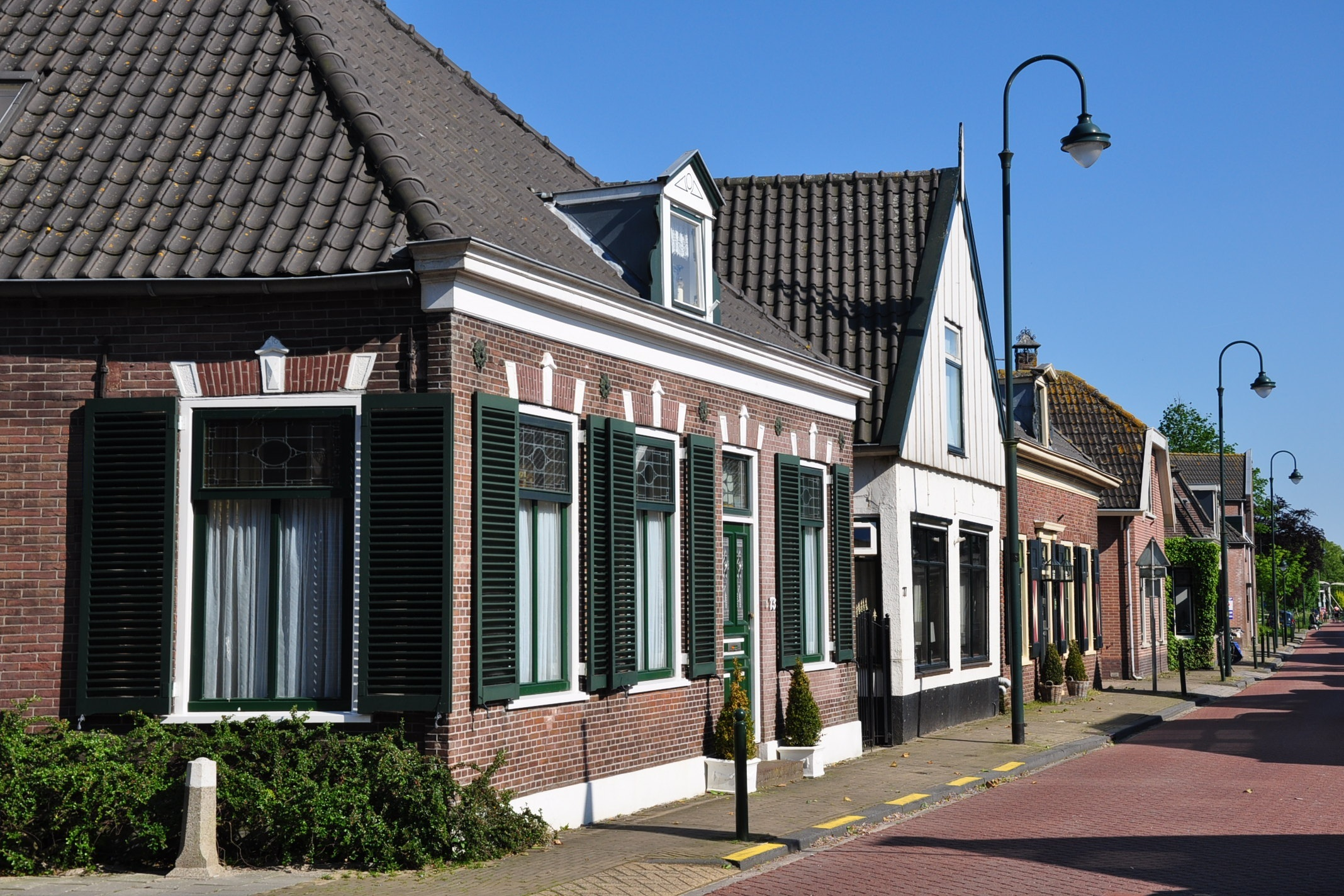

### Situation
Alphen-sur-le-Rhin est situé sur le Vieux Rhin, ce qui explique l'extension du toponyme. Alphen est traversé par plusieurs autres rivières et canaux, dont l'Aar, le Kromme Aar, la Gouwe, le Canal de l'Aar et la Heimanswetering.

### Communes limitrophes
| Leiderdorp           | Kaag en Braassem | Nieuwkoop           |
| Zoeterwoude          | Alphen-sur-Rhin  |                     |
| Zuidplas, Zoetermeer | Waddinxveen      | Bodegraven-Reeuwijk |

## Histoire

### Période romaine
À l'époque romaine, le cours du Rhin dans les Pays-Bas a été pendant des décennies une frontière âprement disputée entre les Romains envahisseurs et les habitants locaux autochtones, les tribus germaniques. En l'an 12 apr. J.-C., Tibère, alors général romain pas encore empereur, accepta la rive sud du Rhin comme frontière nord de l'Empire romain, le « Limes ». Dès le règne de l'empereur romain Caligula (37-41 apr. J.-C.), des tours de guet et des camps fortifiés ont été construits à des points stratégiques le long du fleuve pour consolider cette frontière,,. Des colonies civiles se sont développées ou ont surgi autour de ces endroits, les nouveaux habitants étaient en partie d'anciens soldats, en partie des tribus vaincues par ailleurs par les Romains, en partie la population locale qui a vu son avantage à collaborer avec les nouveaux dirigeants.
A l'endroit où se trouve aujourd'hui le théâtre Castellum, en face de l'embouchure de la rivière Aar sur le Rhin, se dressait une forteresse (latin : castellum) Albaniana, avec casernes, ateliers (latin : fabrica), foyers, grenier, bains publics, rues, puits, canaux, tours de guet, remparts, infrastructures fluviales et quais. La construction doit avoir commencé en 40 apr. J.-C., ce qui en fait l'une des plus anciennes forteresses romaines du Rhin.
Lors de fouilles archéologiques modestes menées entre 1953 et 1998 par des archéologues et lors de fouilles à grande échelle en 2001 et 2002 par l'Université Radboud, financées par la municipalité, la province et le gouvernement, des milliers de vestiges et des dizaines de milliers d'objets, souvent petits, de cette période ont été trouvés qui, ensemble, racontent l'histoire archéologique d'Albaniana. Parmi les plus importants se trouvent des fragments d'une dalle de calcaire gravée de la porte principale en pierre,. Les Romains ont probablement établit le premier pont sur le Vieux Rhin et ils ont éscavé le canal de Corbulon entre la Meuse et le Vieux Rhin (entre Alphen et Leyde).
Dans le village de Zwammerdam, appartenant à la municipalité d'Alphen, de vastes vestiges de l'établissement romain Nigrum Pullum ont été découverts lors de fouilles archéologiques menées par l'Université d'Amsterdam entre 1968 et 1971. Les fouilles entre 1971 et 1974 ont révélé des restes partiellement intacts de six types de navires différents du IIe siècle de notre ère, une découverte archéologique unique.
Les habitants avaient de nouveaux besoins et par conséquent, l'agriculture, le commerce et l'industrie se développèrent dans et autour des colonies romaines. Les techniques romaines pour construire des bâtiments sur des monticules, se protéger avec des digues contre l'eau des rivières, cuire des tuiles et des briques dans les fours, construire de grands navires en bois, etc. ont été adoptées. Albaniana est lentement devenu un centre commercial dans la région. Des attaques de tribus germaniques, vers 270 apr. J.-C., y ont mis un terme soudain.

### Moyen Âge
Après de nombreuses difficultés et problèmes d'inondations, notamment à Utrecht et Leyde, le Vieux Rhin fut endiguée en 1122 à Wijk bij Duurstede. La branche qui a commencé comme le « Lek » est devenue le bras principal de la rivière. Depuis, le Vieux Rhin n'a pas débordé de ses berges.
En 1250, il est fait mention du Hof van Alfen (ou Cour d'Alphen) situé sur la rive sud du Molenvliet près de l'endroit où il se jette dans le Rhin. Cet endroit est un domaine avec un château, possession des comtes de Hollande, acquis auprès de l'évêque d'Utrecht. Les termes Hoflaan et Hofbrug actuels de la géographie de la ville le rappellent encore. En 1273 un curé est nommé et une petite église dédiée à saint Boniface est construite sur les vestiges du château. Au XIVe siècle, il y avait des fermes sur une digue du Lage Zijde. En 1474 apparaissent les premiers moulins à eau dans le grand polder ou Kerkpolder (aujourd'hui appelé Kerk en Zanen). En 1494, Jacob Coppier van Kalslagen reçoit le titre d'Ambachtsheer (nl) sur les manoirs d'Alfen et de Rietveld (nl) avec le droit de lever des impôts et de désigner des hommes ayant fonction d'administrateur au nom du comte.
Au XVe siècle, durant la querelle des Hameçons et des Cabillauds, la ville avait une importance stratégique pour la comtesse Jacqueline de Hainaut. Pour cette raison, il y eut des affrontements armés entre les troupes des deux partis, dans ses environs proches, en particulier le 21 octobre 1425 et le 30 avril 1426.
En 1514, Alphen comptait environ 400 habitants, les moyens de subsistance sont la coupe du roseau, la coupe de la tourbe, l'artisanat et l'agriculture. Un siècle plus tard, la première usine de tuiles et briques apparaît dans le Hoorn aan de Rijn.
Alphen a prospéré au XVIIe siècle. Le 16 septembre 1589, Schout et Ambachtsbewaarders d'Alphen et d'Oudshoorn donnèrent l'ordre de construire un pont sur le Vieux Rhin. Pour ce dernier des travaux de dragage permettent d'en augmenter la profondeur, l'Aarkanaal est creusé et en 1664 le chemin de halage entre Utrecht et Leyde, le long de la rive nord du Vieux Rhin est achevé, le long duquel des barges peuvent être tirées avec des personnes ou des chevaux pour le transport de marchandises et de personnes. Les moyens de subsistance sont alors les chantiers navals, les usines de briques et de tuiles, les usines de tuyaux, les fours à chaux, la culture du chanvre, la coupe de tourbe, les corderies, les scieries et le commerce de bétail et de produits laitiers.
À partir du XVIIIe siècle, il a été rapporté que plusieurs domaines ruraux ont été établis le long du Rhin, des propriétés luxueuses pour les citoyens riches de Rotterdam, Amsterdam et La Haye, généralement autosuffisants avec des pépinières et de petits élevages, notamment Brittenrust, Buitenstein et Rust van Onrust .
Au XVIIIe siècle la seigneurie devient une halte pour les courriers et le commerce par terre et par eau. Un bureau de poste sera inauguré. Vers 1900, Alphen, Oudshoorn et Aarlanderveen comptent environ 6 000 habitants.
En 1918, la municipalité d'Alphen-sur-le-Rhin a été formée. Ensuite, les petites communes d'Alphen, d'Aarlanderveen et d'Oudshoorn ont été fusionnées. En 1964, la municipalité a été agrandie avec une partie de Zwammerdam, et en 2014, avec Boskoop.
Le blason d'Alphen-sur-le-Rhin a été inauguré le 8 mai 1918. Il se compose d'une étoile noire à huit branches sur un blason blanc. Au-dessus du bouclier se trouve une couronne dorée. Le bouclier est tenu par deux lions d'or. Les armoiries appartenaient à l'origine à la famille Van Alphen, une branche de la famille Van Kralingen. Un certain Dirk van Cralingen (né avant 1189) possédait une propriété près d'Alphen et s'est ensuite appelé Van Alphen.
L'impressionnant Hefbrug Gouwesluis sur la Gouwe a été construit à la fin des années 1930 avec des ponts similaires à Boskoop et Waddinxveen. La Gouwe a été élargi pour améliorer la liaison maritime entre Amsterdam et Rotterdam.

### Développement d'après-guerre
Le 9 avril 2011, un homme de 24 ans du nom de Tristan van der Vlis ouvre le feu dans un centre commercial, le tireur abat 6 personnes et blesse 17 autres personnes avant de se suicider.

## Politique et administration

### Conseil communal
Le conseil communal d'Alphen-sur-le-Rhin est actuellement constitué de 39 sièges.
Le tableau ci-dessous donne les résultats des élections communales d'Alphen-sur-Rhin depuis 2006 :
| Parti                                     | 2006 35 sièges | 2010 35 sièges | 2013 39 sièges |
| ----------------------------------------- | -------------- | -------------- | -------------- |
| CDA                                       | 6              | 5              | 7              |
| Nieuw Elan (« Nouveau Elan »)             |                | 3              | 6              |
| VVD                                       | 8              | 7              | 5              |
| PVDA                                      | 7              | 5              | 4              |
| Démocrates 66                             | 1              | 3              | 4              |
| PS                                        | 4              | 2              | 3              |
| Union chrétienne                          | 3              | 3              | 3              |
| Gauche verte                              | 2              | 3              | 3              |
| SGP                                       | 0              | 0              | 2              |
| RijnGouweLokaal (« Rhin et Gouwe Local ») |                |                | 1              |
| Beter Alphen (« Alphen meilleur »)        | 1              | 1              | 1              |

### Collège du bourgmestre et des échevins en 2013
| Collège du bourgmestre et des échevins | Collège du bourgmestre et des échevins                                                                                                   |
| -------------------------------------- | --- |
| Bourgmestre                            | Bas Eenhoorn (VVD) |
| Échevins                               | 1. T. Hoekstra (VVD) 2. C. J. Van Velzen (CDA) 3. H. I. P. Oppatja (PVDA) 4. S. J. P. Lyczak (VVD) 5. M. du Chatinier (Union chrétienne) |

### Jumelages
- Oudtshoorn (Afrique du Sud)
- Bruchköbel (Allemagne) depuis 1984[12]

## Population et société

### Démographie

#### Origines des habitants
| 2010                        | Nombre | Pourcentage |
| --------------------------- | ------ | ----------- |
| Autochtones                 | 58 110 | 80,7        |
| Allochtones occidentaux     | 6 429  | 8,9         |
| Allochtones non-occidentaux | 7 533  | 10,4        |
| Maroc                       | 1 931  | 2,7         |
| Suriname                    | 1 277  | 1,8         |
| Turquie                     | 966    | 1,3         |
| Antilles néerlandaises      | 678    | 0,9         |
| Autres                      | 2 681  | 3,7         |